# Oceanijska rukometna federacija
Oceanijska rukometna federacija (eng. Oceania Handball Federation), ili kraticom, OHF, je krovna organizacija oceanijskog rukometa.
Predstavlja oceanijske nacionalne rukometne saveze.

## Članovi
| Kratica | Članica        | Ime saveza (u izvorniku)          |
| ------- | -------------- | --------------------------------- |
| AUS     | Australija     | Australian Handball Federation    |
| COK     | Cookovo Otočje | Cook Islands Handball Association |
| NZL     | Novi Zeland    |                                   |
| VUT     | Vanuatu        | Vanuatu Handball Association      |
| WSM     | Samoa          | Samoa Handball Federation         |

## Pridruženi članovi
| Kratica | Članica                         | Ime saveza (u izvorniku)                  |
| ------- | ------------------------------- | ----------------------------------------- |
| NCL     | Francuska                       | FFHB Ligue De Handball Nouvelle Caledonie |
| TAH     | Francuska Polinezija Tahiti Nui | Tahitian Handball Federation              |

## Vanjske poveznice
- Službene stranice